# Hannoverland (Zeitschrift)

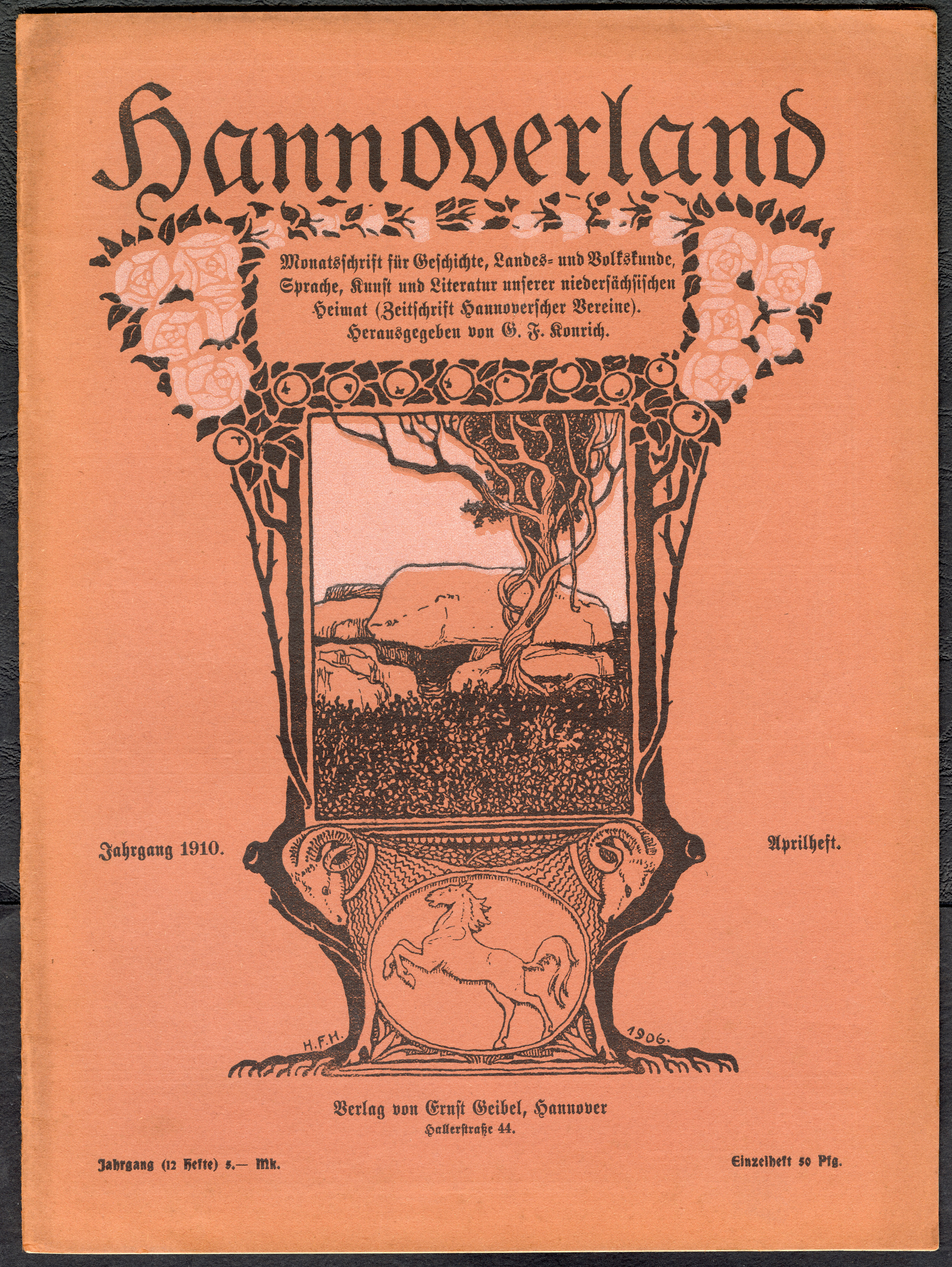
Jugendstil-Titelblatt mit dem Künstler-Monogramm H.F.H der von Georg Friedrich Konrich redigierten und von Ernst Geibel herausgegebenen Zeitschrift;
Jahrgang 1910, „Aprilheft“

Hannoverland war eine Zeitschrift zur Heimatkunde des späteren Landes Niedersachsen und erschien in den letzten Jahren des Deutschen Kaiserreichs von 1907 bis 1916. Das Blatt erschien anfangs in Hannover bei Ernst Geibel mit dem Zusatztitel „Monatsschrift für Geschichte, Landes- und Volkskunde, Sprache, Kunst und Literatur unserer niedersächsischen Heimat“. Im Ersten Weltkrieg ab dem Jahr 1915 wurde das Blatt dann in Bad Pyrmont bei Friedrich Gersbach herausgeben. Der Titelzusatz auf dem Jahrgangstitelblatt des 9. Jahrgangs verriet die zwei-wöchentliche Herausgabe zunächst als „Halbmonatsschrift für Geschichte, Landes- und Volkskunde, Sprache, Kunst und Literatur unserer niedersächsischen Heimat“, schließlich zusammengefasst als „Halbmonatsschrift für die Kunde und den Schutz unserer niedersächsischen Heimat“.
Die Zeitschrift Osnabrücker Monatsblätter für Geschichte und Heimatkunde waren im Hannoverland aufgegangen; beide Zeitschriften wurden nach 1916 nicht weiter ausgegeben.
Der Redakteur Georg Friedrich Konrich spitzte das Anliegen der Heimatzeitschrift in der Erstausgabe auf Seite 4 zeitgemäß wie folgt zu:

„So hat die Heimatbewegung ein Ziel, das weit über die engen Grenzen des eigenen Stammes hinausgeht: Sie will dem großen Vaterlande wackere Männer heranziehen, die ihm in heiliger Liebe zugetan sind, Männer, auf die es sich in ernster Zeit verlassen kann. Denn wer für seine Heimat eintritt, der tritt auch vor, wenn es das Ganze gilt.“